# ANG-3001
ANG-3001 – terminal produkowany w Polsce przez gdański Unimor w latach osiemdziesiątych, przeznaczony do współpracy z różnymi systemami komputerowymi, w tym między innymi stosowany wraz z komputerem Bosman 8. Był to terminal graficzny, bowiem umożliwiał pracę nie tylko w trybie tekstowym 25 wierszy (24 wiersze robocze + 1 wiersz komunikatów) na 80 znaków w wierszu, ale także w trybie graficznym 512x256 punktów (monochromatycznym). Terminal posiadał wbudowane wszystkie funkcje terminala alfanumerycznego AN-2001 oraz dodatkowe funkcje graficzne.

## Elementy podstawowe
Terminal składał się z dwóch zasadniczych elementów:
- monitora Neptun M159 (z dodatkowym zasilaczem),
- klawiatury T6162, w obudowie której umieszczony był mikrokomputer sterujący pracą terminala i pamięć obrazu.

### Klawiatura
Klawiatura T6162 była klawiaturą hallotronową, o układzie typu QWERTY o 78 klawiszach podzielonych na 3 odrębne sekcje:
- klawiszy funkcyjnych – 4 klawisze,
- klawiszy numerycznych – 17 klawiszy,
- blok podstawowy – 59 klawiszy, w tym blok alfanumeryczny – 49 klawiszy.

W terminalu stosowano kodowanie znaków w zakresie kodów od 0 do 127 według ISO-7. Dostępne były wszystkie polskie litery diakrytyczne, a także znaki alfabetu greckiego.

### Monitor
Monitor M159 był monitorem monochromatycznym. Ekran miał 12 cali (30 cm). Pracował w jednym z dwóch trybów:
- tekstowym, w którym dostępne były 24 linie po 80 znaków oraz dodatkowy 25 (górny) wiersz komunikatów;
- graficznym, 512 × 256 punktów.

Terminal dawał możliwość definiowana okien zapisywanych na stosie, w których zasady realizacji komend (edycji) były identyczne jak dla całego ekranu.

## Tryby pracy
Terminal dawał możliwość pracy w dwóch trybach (przełączanie trybu pracy umożliwiał jeden z klawiszy funkcyjnych o nazwie LOCAL):
- LOCAL – kod znaku z klawiatury umieszczany był w pamięci obrazu każdy więc znak wygenerowany na klawiaturze jest wyświetlany na monitorze; urządzenie pracuje w tym trybie jako samodzielna jednostka, można np. testować poprawność pracy terminala i jego wszystkie funkcje bez udziału systemu komputerowego,
- DUPLEX – kod znaku z klawiatury przesyłany był do sterownika interfejsu (systemu komputerowego), kod może (ale nie musi) zostać odesłany do terminala i zostać wyświetlony na monitorze, bowiem w tym trybie pracy wyświetlany obraz przesyłany jest z systemu komputerowego.

## Polecenia sterujące
W terminal wbudowano polecenia sterujące. Ich wydawanie operator komputera mógł realizować za pomocą klawisza Esc, po którym należało wprowadzić kolejne znaki. Polecenia te obejmowały następujące operacje:
- polecenia dla trybu tekstowego:
  - operacje na oknach
  - sterowanie kursorem
  - przesuwanie obrazu
  - kasowanie treści
  - operacje na kursorze
  - wybór generatora znaków
  - zmiana alfabetu
  - inwersja znaków
  - pytanie o rodzaj terminala
  - pisanie znaków w linii komunikatów
  - sygnał dźwiękowy
  - pisanie dużych znaków
  - definiowanie dodatkowych poleceń
  - testy
- polecenia graficzne:
  - ustawienie sposobu realizacji poleceń graficznych
  - rysowanie punktów, linii, prostokątów, znaków
  - przełączanie, powiększanie, negowanie obrazu
  - pisanie i czytanie: pamięć obrazu – system komputerowy
  - kasowanie linii, przesuwanie obrazu
- przełączanie trybów.

## Mikrokomputer sterujący
Mikrokomputer sterujący wykonywany był na jednej płytce (obwodzie drukowanym) montowanej w klawiaturze. Klawiatura i mikrokomputer zasilane były z zasilacza umieszczonego w monitorze Neptun M159. Tu również znajdowała się pamięć obrazu (a w zasadzie dwie pamięci dla dwóch obrazów, co umożliwiało przełączanie między pamięciami i np. pracę tekstową na jednej pamięci i graficzną na drugiej). Oparto go o procesor Z80B i wyposażono w 64 kB pamięci RAM oraz 16 kB pamięci EPROM, w której zapisany był monitor sterujący pracą terminala.
Terminal komunikował się z systemem komputerowym za pomocą interfejsu szeregowego (standard sygnałów CCITT V.24). Istniała możliwość zmiany generatora znaków. Dodatkowo terminal mógł być wyposażony w złącze drukarki standardu Centronics (gniazdo 25 stykowe).